# Палм-Харбор (Флорида)
Палм-Харбор (англ. Palm Harbor) — статистически обособленная местность, расположенная в округе Пинеллас (штат Флорида, США) с населением в 59 248 человек по статистическим данным переписи 2000 года.

## География
По данным Бюро переписи населения США статистически обособленная местность Палм-Харбор имеет общую площадь в 68,89 квадратных километров, из которых 46,36 кв. километров занимает земля и 22,53 кв. километров — вода. Площадь водных ресурсов округа составляет 32,7 % от всей его площади.
Статистически обособленная местность Палм-Харбор расположена на высоте 15 м над уровнем моря.

## Демография
| Год переписи        | Нас.  |  | %±     |
| ------------------- | ----- |  | ------ |
| 1980                | 5215  |  | —      |
| 1990                | 50256 |  | 863,7% |
| 2000                | 59248 |  | 17,9%  |
| 1980–2000 Источник: |       |  |        |

По данным переписи населения 2000 года в Палм-Харбор проживало 59 248 человек, 16 906 семей, насчитывалось 25 461 домашнее хозяйство и 28 044 жилых дома. Средняя плотность населения составляла около 860,04 человек на один квадратный километр. Расовый состав населённого пункта распределился следующим образом: 95,83 % белых, 0,97 % — чёрных или афроамериканцев, 0,19 % — коренных американцев, 1,28 % — азиатов, 0,02 % — выходцев с тихоокеанских островов, 1,10 % — представителей смешанных рас, 0,60 % — других народностей. Испаноговорящие составили 3,45 % от всех жителей статистически обособленной местности.
Из 25461 домашних хозяйств в 27,0 % воспитывали детей в возрасте до 18 лет, 55,3 % представляли собой совместно проживающие супружеские пары, в 8,5 % семей женщины проживали без мужей, 33,6 % не имели семей. 28,1 % от общего числа семей на момент переписи жили самостоятельно, при этом 14,2 % составили одинокие пожилые люди в возрасте 65 лет и старше. Средний размер домашнего хозяйства составил 2,28 человек, а средний размер семьи — 2,79 человек.
Население статистически обособленной местности по возрастному диапазону по данным переписи 2000 года распределилось следующим образом: 20,8 % — жители младше 18 лет, 5,1 % — между 18 и 24 годами, 27,1 % — от 25 до 44 лет, 23,7 % — от 45 до 64 лет и 23,4 % — в возрасте 65 лет и старше. Средний возраст жителей составил 43 года. На каждые 100 женщин в Палм-Харбор приходилось 88,7 мужчин, при этом на каждые сто женщин 18 лет и старше приходилось 85,5 мужчин также старше 18 лет.
Средний доход на одно домашнее хозяйство статистически обособленной местности составил 45 404 доллара США, а средний доход на одну семью — 52 925 долларов. При этом мужчины имели средний доход в 41 003 доллара США в год против 29 287 долларов среднегодового дохода у женщин. Доход на душу населения статистически обособленной местности составил 45 404 доллара в год. 4,3 % от всего числа семей в населённом пункте и 5,5 % от всей численности населения находилось на момент переписи населения за чертой бедности, при этом 5,2 % из них были моложе 18 лет и 6,5 % — в возрасте 65 лет и старше.